# Nguyễn Văn Du (thẩm phán)
Nguyễn Văn Du (tên gọi khác: Nguyễn Huy Du, sinh ngày 6 tháng 6 năm 1963 tại Bắc Ninh) là một thẩm phán người Việt Nam. Ông hiện là Phó Chánh án Tòa án nhân dân tối cao, Thẩm phán Tòa án nhân dân tối cao của Việt Nam, thành viên Hội đồng Thẩm phán Tòa án nhân dân tối cao, trợ lý của ông Nguyễn Hòa Bình - Chánh án Tòa án nhân dân tối cao.

## Xuất thân
Nguyễn Văn Du sinh ngày 6 tháng 6 năm 1963 tại Bắc Ninh, quê quán tại phường Vệ An, thành phố Bắc Ninh, Bắc Ninh.

## Giáo dục
Ông có bằng Tiến sĩ Luật học.

## Sự nghiệp
Ông từng là Chánh toà Tòa phúc thẩm tòa án nhân dân tối cao tại Hà Nội.
Năm 2014, ông là Chánh tòa Tòa lao động Tòa án nhân dân tối cao.
Ngày 26 tháng 6 năm 2015, Quốc hội Việt Nam khóa 13 đã bỏ phiếu phê chuẩn đề nghị của Chánh án Tòa án nhân dân tối cao Trương Hòa Bình về việc bổ nhiệm ông làm Thẩm phán Tòa án nhân dân tối cao, với tỉ lệ đại biểu Quốc hội bỏ phiếu đồng ý phê chuẩn là 89,06%.
Ngày 1 tháng 11 năm 2016, ông được bổ nhiệm làm Trợ lí của ông Nguyễn Hòa Bình, Chánh án Tòa án nhân dân tối cao (Quyết định số 383-QĐNS/TW).
Ngày 8 tháng 6 năm 2018, Nguyễn Văn Du được Chủ tịch nước Nước Cộng hòa xã hội chủ nghĩa Việt Nam Trần Đại Quang bổ nhiệm chức vụ Phó Chánh án Tòa án nhân dân tối cao.